# Kościół Ewangelicko-Luterański w Republice Namibii

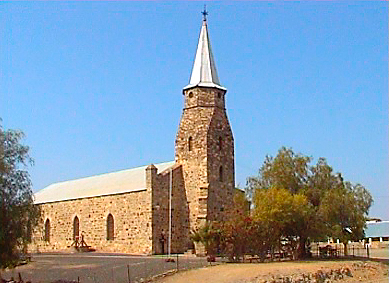
Kościół w Keetmanshoop

Kościół Ewangelicko-Luterański w Republice Namibii (ang. Evangelical Lutheran Church in the Republic of Namibia) – drugi co do wielkości kościół luterański w Namibii. Posiada 420.000 wiernych, głównie w południowej części kraju, zrzeszonych w 54 zborach.
Kościół został założony 1 października 1957 roku, wywodzi się od powstałego w roku 1842 Zjednoczonego Kościoła Ewangelickiego Misji Reńskiej w Afryce Południowo-Zachodniej, a od 21 marca 1990 roku nosi obecną nazwę.
Jest członkiem Światowej Federacji Luterańskiej, Światowej Rady Kościołów i Zjednoczonej Rady Kościelnej: Kościoły Ewangelicko-Luterańskie Namibii.